# 저스틴 버논

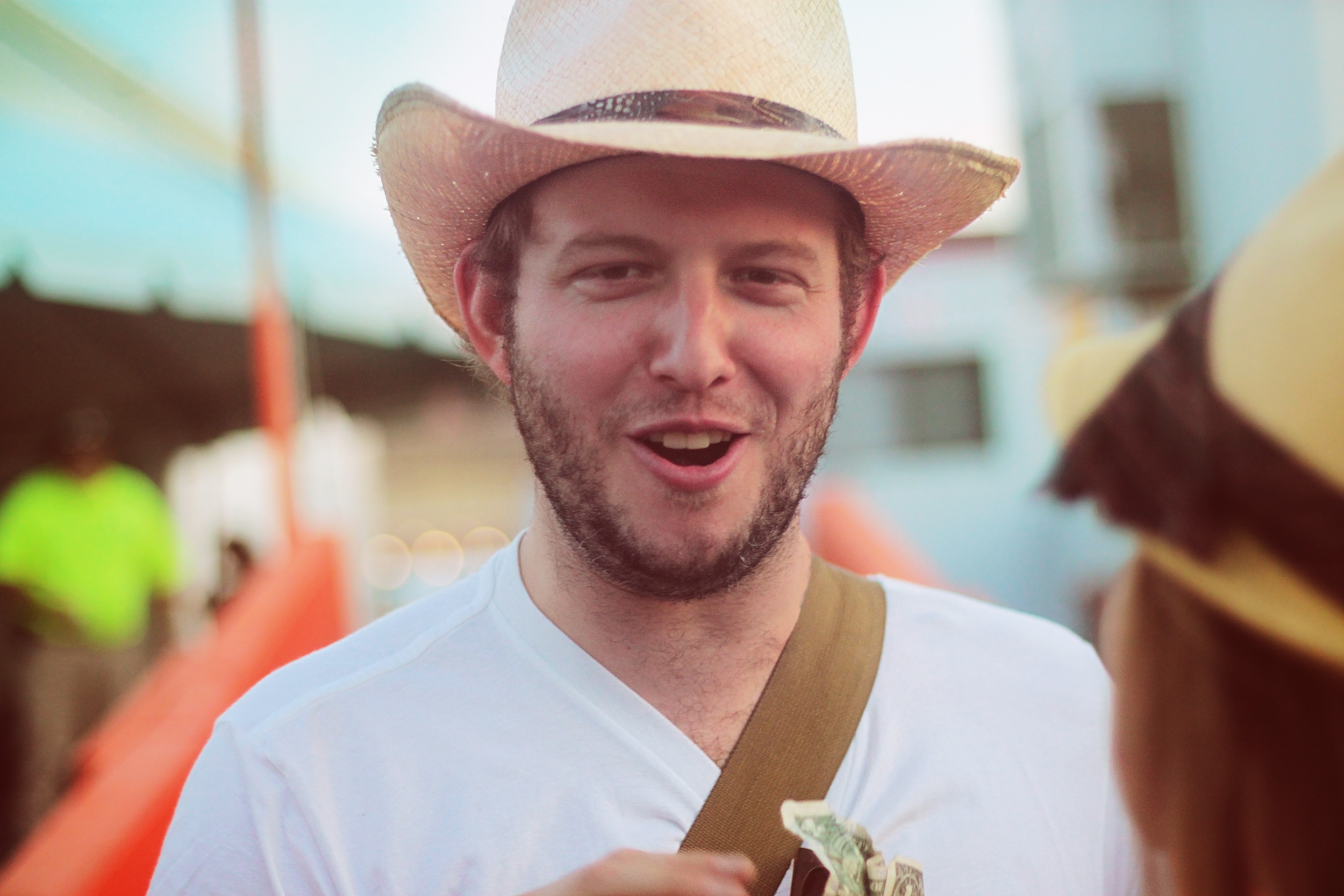
2012년 재즈 페스트에서의 버논￼2012년 재즈 페스트에서의 버논

저스틴 드야먼드 에디슨 버논(영어: Justin DeYarmond Edison Vernon, 1981년 4월 30일 ~ 현재)은 미국의 가수, 송라이터, 프로듀서이자 악기 연주자이다. 인디 포크 밴드 본 이베어의 프론트맨으로 유명하다. 또한 다른 사람과는 가성 목소리로도 널리 알려져 있으며, 이외에도 볼케이노 콰이어, 빅 레드 머신, 샤우팅 매치스, 게잉스의 멤버로 활동하고 있다. 그리고 지금은 해체한 드야먼드 에디슨의 멤버이기도 하였다.

## 어린 시절
버논은 현재에도 계속 거주하고 있는 위스콘신주 오클레어에 위치한 메모리얼 고등학교를 다녔다. 1997년 마운트 버논이라는 이름의 밴드를 결성하였다. 밴드의 멤버는 위스콘신 고등학교 재즈 캠프에서 만난 사람들이었다. 1998년에는 첫 음악 프로젝트를 발매하였다. 1999년에는 고등학교를 졸업하였으며, 위스콘신-오클레어 대학교에 진학하였으며, 학기를 아일랜드에서 보냈다. 버논은 신학을 전공하였으며, 여성에 대해서도 공부하였다. 콜베어 르포에서 진행한 스티븐 콜베어와의 인터뷰에서 당시에는 음악을 공부할 준비가 되지 않았다고 밝혔다.

## 경력

### 본 이베어 이전
저스틴 버논은 2001년 대학교를 다닐 당시 밴드 드야먼드 에디슨을 만들었다. 2002년부터 공연을 시작하였으며, 버논, 필 쿡, 크리스토퍼 포터필드와 조 웨스터런드로 구성되어 있었다. 이후 이 라인업은 5년 동안 지속되다가 해체하였다.
오크렝어 음악 신에서 음악을 연주하면서, 네 명의 밴드 멤버는 오랫동안 머물던 고향을 떠나고 노스캐롤라이나주의 롤리로 이사하기로 결정하였다. 2--4년과 2005년 두 개의 음반을 발매하였다. 미발매 EP는 밴드의 마이스페이스 페이지에서 들을 수 있다. 롤리에서 1년 정도 있은 후에는 버논이 밴드에서 떠나고 여자친구와 해체하면서 떠났다. 남은 밴드 멤버들은 포크 밴드 메가폰, 필드 리포트라는 밴드로 갔으며, 버논과는 좋은 친구를 유지하기로 결정하였다.

## 디스코그래피

### 솔로 음반
- Home Is (as JD Vernon, 2001)
- Self Record (2005)
- Hazeltons (2006)

### 마운트 버논
- We Can Look Up (1998)
- All of Us Free (2000)

### 드야먼드 에디슨
- DeYarmond Edison (2004)
- Silent Signs (2005)
- The Bickett Residency (2005)
- Unreleased EP (2006)

### 본 이베어
- For Emma, Forever Ago (2007)

- Blood Bank (2009)
- Bon Iver (2011)
- iTunes Session (2012)
- 22, A Million (2016)
- I, I (2019)

### 샤우딩 매치스
- Mouthoil (2008, 밀워키와 미니애폴리스에서 한정 발매, 2013년 재발매)
- Grownass Man (2013)

### 볼케이노 콰이어
- Unmap (2009)
- Repave (2013)

### 게잉스
- Relayted (2010)

### 빅 레드 머신
- Big Red Machine (2018)

### 협업 음반
- A Decade with Duke (with Eau Claire Memorial Jazz I Ensemble, 2009)
- De Oro (with Astronautalis, S. Carey and Ryan Olson, as Jason Feathers, 2014)

### 이외 협업
- 2010: Hadestown (with Anaïs Mitchell)
- 2010: "Dark Fantasy", "Monster", "Hell of a Life" and "Lost in the World" (off Kanye West's My Beautiful Dark Twisted Fantasy)
- 2011: "That's My Bitch" (off Jay-Z and Kanye West's Watch the Throne)
- 2011: "Fall Creek Boys Choir" (with James Blake)
- 2011: "An Iris" (All Tiny Creatures)
- 2012: "How We Land" (off P.O.S's We Don't Even Live Here")
- 2013: New History Warfare Vol. 3: To See More Light (with Colin Stetson)
- 2013: "I Am a God", "Hold My Liquor" and "I'm In It" (off Kanye West's Yeezus)
- 2013: "Naked" (Off Travis $cott's Owl Pharaoh)
- 2013: "Tiff" (off Poliça's Shulamith)
- 2016: "I Need a Forest Fire" and "Meet You in the Maze" (off James Blake's The Colour in Anything)
- 2016: "Friends" (with Francis and the Lights and uncredited contribution from Kanye West)
- 2017: "Zizzing" (off Ani DiFranco's Binary)
- 2017: "Faded" (off P.O.S's Chill, dummy)
- 2017: "Crabs in a Bucket" (off Vince Staples's Big Fish Theory)
- 2018: "Dimensional People Part III" (off Mouse on Mars's Dimensional People)
- 2018: "Wouldn't Leave" (off Kanye West's Ye (album))
- 2018: "Feel the Love" and "Kids See Ghosts" (off Kids See Ghosts' KIDS SEE GHOSTS) (Kanye West & Kid Cudi)
- 2018: "Simple Things" (off Nas's Nasir)
- 2018: "Foxfire" (off Jeremy Lindenfeld's The Foxfire EP)
- 2018: "Big Red Machine" (Justin Vernon and Aaron Dessner)
- 2018: "Fall" (off Eminem's Kamikaze)
- 2018: "Love, Loss, and Auto-Tune" (Swamp Dogg)
- 2019: "Cast-Off" (Bruce Hornsby)
- 2019: "Meds" (Bruce Hornsby)
- 2019: "Take Me to the Light" (Francis and the Lights featuring Kanye West, Chance the Rapper & Caroline Shaw)
- 2020: "Sleeping Without You Is a Dragg" (Swamp Dogg featuring Jenny Lewis)
- 2020: "Exile" and "Peace" (with Bon Iver) (off Taylor Swift's Folklore)
- 2020: "Dionne" (off The Japanese House's Chewing Cotton Wool)
- 2020: "Jeanie" (with Bon Iver) (off Jim-E Stack's Ephemera)
- 2020: "Land" (off CARM's CARM)
- 2020: "Evermore" (with Bon Iver) (off Taylor Swift's Evermore)